# Trochospongilla philottiana
Trochospongilla philottiana är en svampdjursart som beskrevs av Annandale 1907. Trochospongilla philottiana ingår i släktet Trochospongilla och familjen Spongillidae. Inga underarter finns listade i Catalogue of Life.